# Black Smoke
Black Smoke – singiel niemieckiej piosenkarki Ann Sophie napisany przez Michaela Harwooda, Ellę McMahon i Tonino Speciale, wydany w 2015 roku.
W 2015 roku utwór reprezentował Niemcy podczas 60. Konkursu Piosenki Eurowizji organizowanego w Wiedniu.

## Historia utworu

### Nagranie
Podczas sesji nagraniowej piosenki uczestniczyli:
- Ann Sophie Dürmeyer – wokal
- Jörg Weisselberg – gitara
- Mathias Ramson – miksowanie, mastering, programowanie
- Johannes Schmalenbach – instrumenty perkusyjne

### Występy na żywo:Unser Song für Österreich, Konkurs Piosenki Eurowizji
Na początku marca 2015 roku utwór został zaprezentowany przez Ann Sophie podczas koncertu finałowego Unser Song für Österreich będącego lokalnymi eliminacjami do 60. Konkursu Piosenki Eurowizji. Ostatecznie otrzymał 21.3% poparcie telewidzów i zajął drugie miejsce. Po ogłoszeniu wyników selekcji Andreas Kümmert, zwycięzca selekcji, zdecydował się na oddanie swojego zwycięstwa Ann Sophie, dzięki czemu „Black Smoke” został ogłoszony utworem reprezentującym Niemcy podczas Konkursu Piosenki Eurowizji organizowanego w Wiedniu.
23 maja numer został zaprezentowany przez Ann Sophie w finale konkursu jako siedemnasty w kolejności i ostatecznie zajął ostatnie, 27. miejsce z zerowym dorobkiem punktowym.

## Lista utworów
CD, digital download:
| Nr | Tytuł utworu   | Długość |
| -- | -------------- | ------- |
| 1. | „Black Smoke”  | 3:13    |
| 2. | „Jump The Gun” | 3:28    |
|    |                | 6:41    |

## Notowania na listach przebojów
| Kraj   | Lista (2015)         | Najwyższe miejsce |
| ------ | -------------------- | ----------------- |
| Niemcy | Media Control Charts | 26                |